# Wławie
Wławie – wieś w Polsce położona w województwie wielkopolskim, w powiecie kościańskim, w gminie Kościan, nad Kanałem Kościańskim.

## Historia
Wieś od 1258 należała do klasztoru w Lubiniu. Wzmiankowano Wławie jako leżące in districtu Crivyn. Wieś duchowna, własność opata benedyktynów w Lubiniu pod koniec XVI wieku leżała w powiecie kościańskim województwa poznańskiego. Własnością klasztorną była miejscowość jeszcze w 1793.
W okresie Wielkiego Księstwa Poznańskiego (1815-1848) miejscowość wzmiankowana jako Wławie należała do wsi większych w ówczesnym pruskim powiecie Kosten rejencji poznańskiej. Wławie należało do majątku Jerka, którego właścicielem był wówczas (1846) rząd pruski w Berlinie (w Jerce znajdował się urząd pruski). W skład majątku Jerka wchodziło łącznie 16 wsi. Według spisu urzędowego z 1837 roku Wławie liczyło 137 mieszkańców, którzy zamieszkiwali 18 dymów (domostw).
Pod koniec XIX wieku we Wławiu była szkoła katolicka. Wieś liczyła wtedy 23 domostwa i 195 mieszkańców. Obręb zajmował obszar 399 ha.
W latach 1975–1998 miejscowość administracyjnie należała do województwa leszczyńskiego.
Przy wjeździe do miejscowości stoi krzyż, pod którym pochowani są żołnierze polegli podczas prac przy pobliskiej rzece Obrze.
Przez Wławie przebiega zielony szlak pieszy łączący miejscowości na terenie Parku Krajobrazowego im. gen. Dezyderego Chłapowskiego.

## Urodzeni
- Antoni Grzesiński (1864–1944) – polski polityk i działacz Związku Ludowo-Narodowego.